# 113 Амальтея
113 Амальтея (113 Amalthea) — астероїд головного поясу, відкритий 12 березня 1871 року.